# Cervera del Río Alhama
Cervera del Río Alhama és un municipi de la Rioja, a la regió de la Rioja Baixa. Es troba a la vora de Cabretón, Aguilar del Río Alhama, Valverde, Fitero, Cintruénigo, a uns 30 km de Tudela, a 87 km de Logronyo, passant per Arnedo i Grávalos, als marges del riu Alhama. Està dividit en dos barris per "La Peña", al cim de la qual es troben les ruïnes del castell.

## Història
Al Cens de Floridablanca apareix com "Vila exempta", pertanyent a Sòria de la següent forma: "V. Cervéra. R. A.M.R. per S: M." que vol dir Vila de Cervera de Realengo. Alcalde Major de Realengo per Senyoriu: Militar.